# Аферентний нерв
У нервовій системі, афере́нтні нейро́ни, також відомі як сенсорні або рецепторні нейрони, несуть нервові імпульси від рецепторів або органів відчуття у напрямі центральної нервової системи. Цей термін може також використовуватися, щоб описувати відносні зв'язки між нервовими структурами.
Дотик або больовий стимул, наприклад, створює відчуття в мозку тільки після того, як інформація про стимул досягне мозку через аферентні нервові шляхи. Структура аферентного нейрона включає єдиний довгий дендрит і короткий аксон; форма тіла клітини аферентного нейрона гладка і округла. Одразу за межами спинного мозку, тисячі тіл аферентних нейронів формують випуклість на дорсальному корені, відому як дорсальний кореневий нервовий вузол.